# 사랑방 손님과 어머니 (1961년 영화)

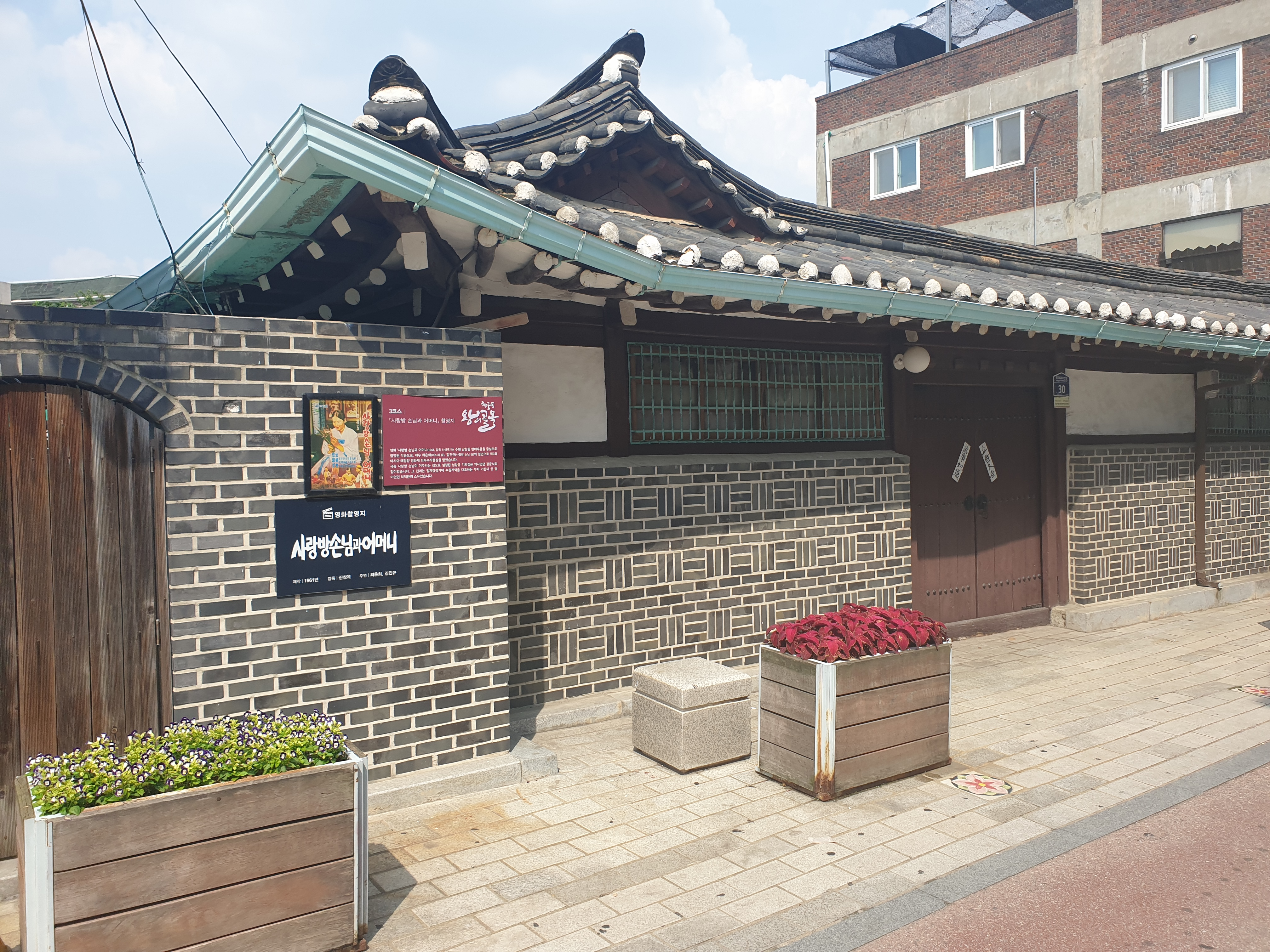
작중에서 사랑방 손님이 사는 집으로 등장하는 '남창동 기와집'. 1937년에 세워진 한옥이다.

"사랑방 손님과 어머니"는 주요섭의 원작 소설 사랑 손님과 어머니를 영화로 만든 작품이다. 신상옥 감독, 임희재 각색, 최은희·김진규 주연의 흑백 35밀리 영화로 1961년에 제작되었다.

## 줄거리
시어머니와 며느리가 살고 있는 어느 시골집 사랑방에 서울에서 내려온 화가(김진규)가 손님으로 들게 된다. 그 손님은 며느리 남편의 친구였다. 과부인 며느리와 그 손님 사이엔 피차 연모의 정이 오간다. 과부의 어린 딸(전영선)이 손님을 아빠처럼 따르며 '매개체'역할을 했다. 하지만, 그들은 완고한 집안과 동네의 이목 때문에 끝내 맺어지지 못한 채 헤어지고 만다.

## 출연
- 최은희 : 어머니 역
- 김진규 : 손님 역
- 전영선 : 옥희 역
- 한은진 : 할머니 역
- 도금봉 : 식모 역
- 김희갑 : 계란장수 역
- 신영균 : 외삼촌 역
- 허장강 : 점쟁이 역

## 감상
신상옥 감독의 대표작이라 할 수 있는 이 영화는, 잊혔던 사랑의 정서(情緖)가 과부와 손님 사이에 살며시 되살아 오르다가 자지러져버린, 그런 아쉬움과 미련이 있는 소품(小品)이었다. 아역(兒役) 전영선의 연기가 뛰어났고, 김진규·최은희의 '은근한 사랑'의 연기도 호감이 갔다. 문자 그대로 문예영화의 가작(佳作)이라고 말하지 않을 수 없다. 

## 수상
- 제1회 대종상 각본·감독·아역상
- 제9회 '아시아 영화제' 최우수 작품상.